# تشتت (إحصاء)

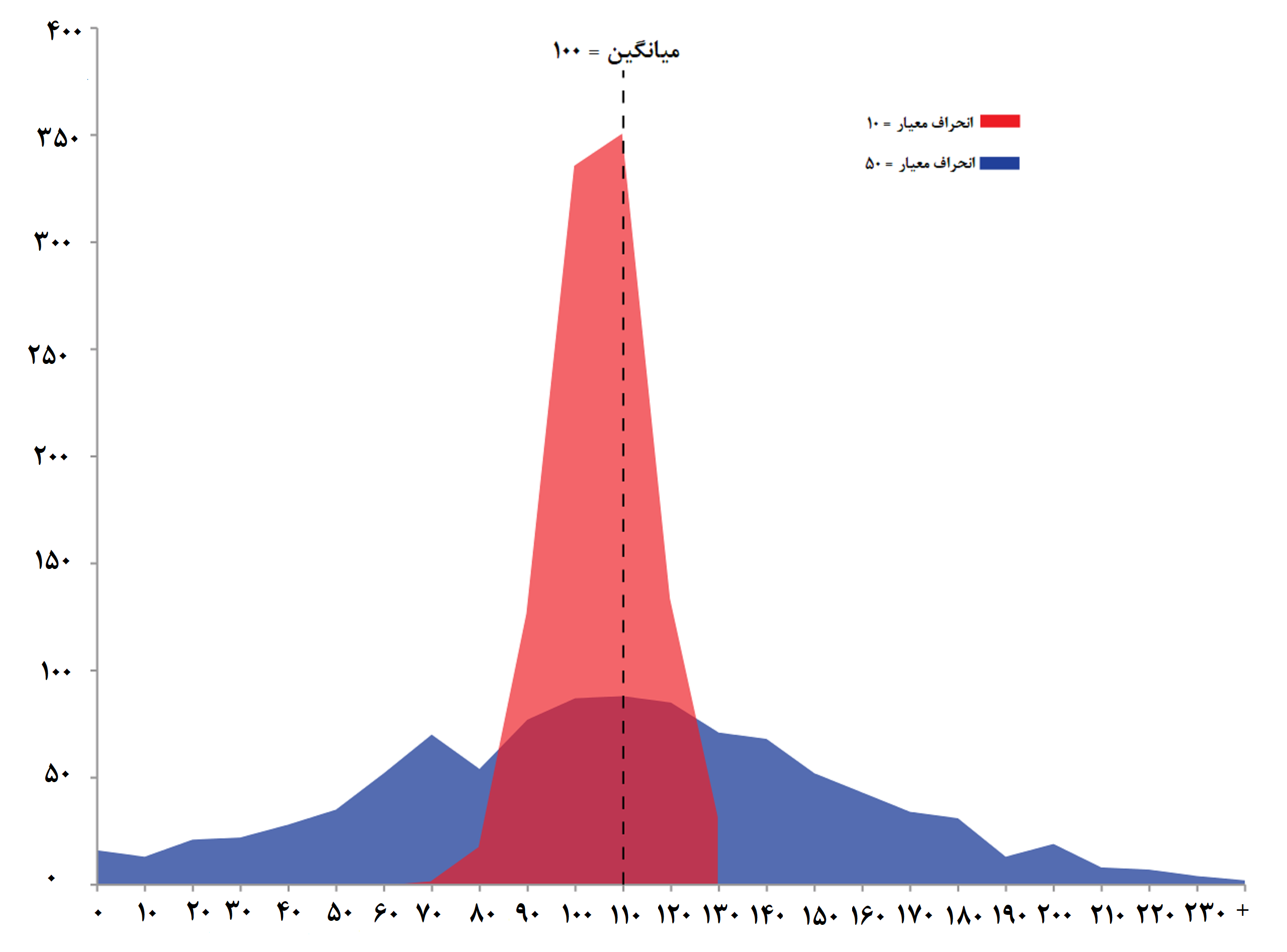

التشتت (بالإنجليزية: dispersion)‏ : يستخدم علماء الإحصاء عدة مقاييس لتحديد درجة انحراف البيانات عن القيمة الوسطية ويطلقون عليها اسم مقاييس التشتت، ومن أكثرها شيوعاً ما يلي:
- المدى.
- الانحراف المعياري.
- التباين.

## تعريف
- يعرف المدى بأنه الفرق بين أكبر مشاهدة وأصغرمشاهدة أي أن المدى = أكبر مشاهدة – أصغر مشاهدة .
- في التوزيعات التكرارية يكون :

المدى = الحد الفعلي الأعلى للفئة العليا - الحد الفعلي الأدنى للفئة الدنيا .
الانحراف المعياري :
هو أحد مقاييس التشتت التي تعتمد على إيجاد الفرق بين قيمة كل مشاهدة، على حدة، والمتوسط الحسابي لمجموع المشاهدات . تطلب عملية إيجاد الانحراف المعياري عدة عمليات نلخصها ثم نوضحها بمثال فيما يلي .
ـ بفرض أن الجدول الإحصائي يحتوي على مجموعة مشاهدات عددها n ، وبالرموز x1 ، x2 ، x3 .... x ن.
ـ بفرض أننا أعطينا المتوسط الحسابي لهذه المشاهدات الرمز x ، فإن الانحراف المعياري يحسب كما يلي :
1. يحسب الفرق بين قيمة كل مشاهدة والوسط الحسابي أي x1 ـ x ، x2 ـ x ، x3 ـ x .... x n ـ x .
2. يربع كل فرق من الفروقات السابقة ( x1 ـ x )2 ، (x2 ـ x)2 ، ( x3 ـ x )2 ، .... ( xn ـ x )2 .
3. يضرب مربع الفروقات الناتج أعلاه بعدد التكرارات لكل فئة ثم يؤخذ المجموع الكلي الناتج .
4. ونلخص كل ذلك بالرموز كما يلي :

حيث ع ترمز للانحراف المعياري.
ترمز للمجموع الكلي.
ت عدد تكرارات الفئة الواحدة .
يعرف التباين (Variance) للمشاهدات المفردة أو لتوزيعات البيانات التكرارية بأنه : 
مربع الانحراف المعياري، أي أن التباين = ع2
مقاييس النزعة المركزية (بالإنجليزية: measures of central tendency)‏ هن المقاييس التي تحاول أن تصف نقطة تجمع المشاهدات، وتعود فكرتها إلى الباحث الإنجليزي فرانسيس جالتون. هذه المقاييس هي المتوسط الحسابي والوسيط الحسابي والمنوال.

## المتوسط الحسابي
خواص الوسط الحسابي:
1. يعتمد على جميع القيم والمشاهدات
2. هو نقطة اتزان المشاهدتان
3. مربع الانحرافات اقل ما يمكن عن الوسط
4. اقل مقاييس النزعة المركزية تأثرا بالتقلبات العينية
5. يتأثر بالقيم المتطرفة والقيم الشاذة لذا لا يصلح للتوزيعات الملتوية
6. لا يصلح في حالة الفئات المفتوحة (لعدم وجود مركز فئة)
7. مجموع انحرافات القيم عن المتوسط الحسابي يساوي الصفر.

## الوسيط
التعريف هو ترتيب البيانات من الاصغر إلى الأكبر أو العكس واختيار الرقم الواقع في المنتصف في حالة وجود رقمين تضع وسيطهما
خواص الوسيط:
1. لا يتأثر بالقيم المتطرفة
2. يستخدم في التوزيعات الملتوية
3. يفضل استخدامه في حالة الفئات المفتوحة
4. يأتي بعد الوسط في تأثره بالتقلبات العينية

## المنوال
البيان الأكثر تكررا
خواص المنوال:
1. غير ثابت
2. يتأثر بطول الفئة
3. يفضل عندما يكون المقياس اسمي
4. لا يعتمد عليه في حالة الإحصاءات اللاحقة